# The War Waif
The War Waif  è un cortometraggio muto del 1917 diretto e interpretato da Allen J. Holubar (Allen Holubar)

## Produzione
Il film fu prodotto dall'Universal Film Manufacturing Company.

## Distribuzione
Distribuito dall'Universal Film Manufacturing Company, il film - un cortometraggio in due bobine - uscì nelle sale cinematografiche statunitensi il 1º febbraio 1917.